# ジェニファー・ドロージ
ジェニファー・ドロージ（Jennifer Dorogi）は、アメリカ合衆国の女優。

## 出演作品
- DRAGON ROAD　ドラゴンロード　～導かれし勇者～
- ストリート・レーサー　ミッドナイト・バトル
- センター・オブ・ジ・アース　ワールド・エンド
- フォーリン・ボディ　陰謀のカルテ